# Ögonbrynsstreck

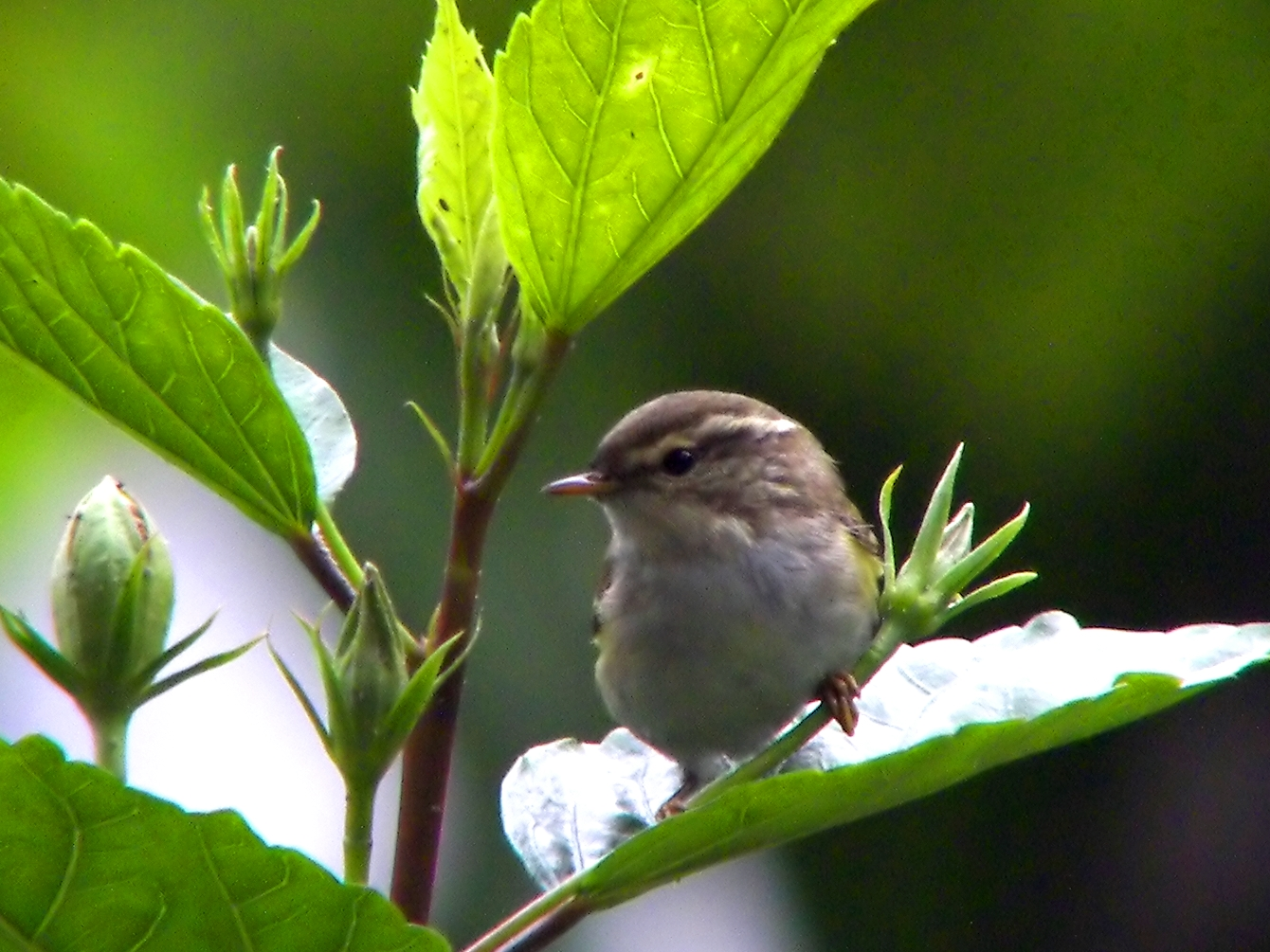
Taigasångaren har ett långt ljust ögonbrynsstreck.

Ögonbrynsstreck är en term som används för att beskriva detaljer i fåglars dräktmönster. Ett ögonbrynsstreck börjar vanligen vid övre delen av näbbens bas och går ovanför ögat. Strecket kan ibland sluta precis vid ögat, men kan också fortsätta ända ned i nacken. Ögonbrynsstreckets färg står ofta i kontrast till den övriga huvudteckningen.